# Месемврия (фрегат, 1840)
«Месемврия» — парусный 60-пушечный фрегат Черноморского флота Российской империи. Участник Крымской войны. Назван в память о взятии 18 июля 1829 года турецкой крепости Мессемврия русской армией при поддержке эскадры адмирала А. С. Грейга.

## История службы
Фрегат «Месемврия» был заложен в Николаеве и после спуска на воду в 1841 году перешел в Севастополе и вошёл в состав Черноморского флота.

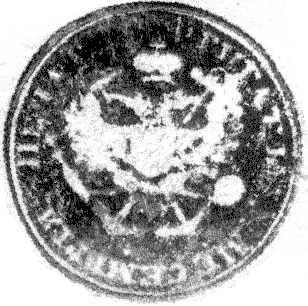
Оттиск печати фрегата «Месемврия».

В составе эскадр находился в практических плаваниях в Чёрном море в 1842, 1844 и 1845 годах.
В 1843, 1846-1848 годах принимал участие в доставке войск и припасов в укрепленные пункты кавказского побережья, а также выходил в крейсерство к его берегам. В 1850 году совершил в составе отряда учебное плавание с кадетами вдоль побережья Чёрного моря по маршруту Севастополь — Феодосия — Керчь — Анапа — Новороссийск — Пицунда — Феодосия — Севастополь.
В 1852 и 1853 годах подвергся тимберовке в Севастополе.
Участвовал в Крымской войне. С 19 июня 1853 года в крейсерстве у кавказского побережья. 7 ноября в составе отряда вице-адмирала Л. М. Серебрякова в течение двух часов бомбардировал захваченное турецкими войсками укрепление Святого Николая, но атака сухопутных войск на укрепление не состоялась, и из-за начинающегося шторма фрегат вместе с отрядом вынужден был уйти от берега.
5 марта 1854 года пришел в Севастополь из Сухум-Кале, стал на шпринг в Южной бухте. Часть экипажа была приписана к береговым батареям. В декабре 1854 году фрегат оборудован под временный госпиталь.
13 февраля 1855 года «Месемврия» затоплен в Севастопольской бухте между Николаевской и Михайловской батареями. После войны при расчистке Севастопольской бухты в 14 мая 1859 года корпус корабля переломился при подъеме.

## Память
- В 1905 году к 50-летию обороны Севастополя, сооружён монумент «Памятник затопленным кораблям»[4].

## Командиры фрегата
Командирами фрегата «Месемврия» в разное время служили:
- капитан 2-го ранга Н. П. Вульф (1841—1845 годы).
- Ф. Д. Бартенев (1846—1849 годы).
- А. А. Зарин (1850 год).
- Ф. И. Суслов (1853—1854 годы).
- К. П. Тироль (1855 год).